# Boletina sciarina
Boletina sciarina är en tvåvingeart som beskrevs av Rasmus Carl Staeger 1840. Boletina sciarina ingår i släktet Boletina och familjen svampmyggor. Arten är reproducerande i Sverige. Inga underarter finns listade i Catalogue of Life.